# ジャン・ウィルキンス
ジャン・ウィルキンス（Jan Wilkens、1931年7月2日 - ）は、南アフリカ共和国の元プロレスラー。ハウテン州ヨハネスブルグ出身。
1970年代の南アフリカのマット界を代表するレスラーであり、アメリカや日本から選手を招聘するなどプロモーターとしても活動した。

## 来歴
プレトリア大学ではレスリングのキャプテンとして鳴らし、1952年にケープタウンにてデビューしたとされる（デビュー年は1955年ともされる）。
その後ヨーロッパに渡り、スペイン、イタリア、フランスを経てイギリスのマット界に進出。ロンドンのロイヤル・アルバート・ホールでは、1965年から1966年にかけて、ゴードン・ネルソンやポール・バションなど北米の選手とも対戦した。
1969年6月、当時ヨーロッパを外国人選手の招聘ルートとしていた国際プロレスにエース格として初来日。欧州出身のウィリアム・ホールやアメリカ人レスラーのチーフ・ダニー・リトルベアをパートナーに、当時サンダー杉山&ラッシャー木村が保持していたTWWA世界タッグ王座に挑戦した。
1973年3月には、NETのテレビ中継がようやく決定した黎明期の新日本プロレスに来日。新日本プロレス版『ワールドプロレスリング』初放送の試合において、マヌエル・ソトと組んでアントニオ猪木&柴田勝久とタッグマッチで対戦した。この来日時も外国人エースを務め、大阪では猪木とのシングルマッチも行われている。
本国の南アフリカでは、1973年8月2日にケープタウンにて、オーストリアのオットー・ワンツとCWA世界ヘビー級王座の初代王者決定戦を争った。この試合には敗退したものの、翌1974年には故郷のヨハネスブルグにてEWU（ヨーロピアン・レスリング・ユニオン）の世界スーパーヘビー級王者に認定され、さらにサウス・アフリカン・ヘビー級王座も獲得。以降は南アフリカのマット界のエースとなって活躍し、ドン・レオ・ジョナサン、坂口征二、スパイロス・アリオン、オックス・ベーカー、タイガー・ジェット・シン、セーラー・ホワイトら世界の強豪を退けた（1975年にジョナサン、1976年10月に坂口にEWU王座を奪われるも、いずれも短期間で奪還している）。
1980年代に入っても、1981年10月にブラックジャック・マリガン、1984年2月にはビッグ・ジョン・スタッドなど、スーパーヘビー級の大物選手を相手にEWU王座戦を行ったが、1984年11月に一時引退してタイトルを返上。その後は単発的にリングに復帰し、1986年はイゴール・ボルコフやケビン・ワコーズと対戦。1987年にケープタウンにて引退興行が行われた。

## 得意技
- ワンハンド・バックブリーカー[5]
- ペンデュラム・バックブリーカー[4]
- フライング・ヘッドシザーズ[5]
- フィギュア・8・ネックシザーズ（首8の字固め）[5]

## 獲得タイトル
ヨーロピアン・レスリング・ユニオン
- EWU世界スーパーヘビー級王座：6回[9]

インターワールド・レスリング・プロモーションズ
- サウス・アフリカン・ヘビー級王座：1回[10]